# Song and Dance Man
Song and Dance Man is een Amerikaanse muziekfilm uit 1936 onder regie van Allan Dwan.

## Verhaal
Julia Carroll en Hap Farrell vormen een danspaar op Broadway. Hap is een losbol, maar hij is ook gehecht aan Julia, die verliefd is op Alan Davis. Zij en Alan komen in de problemen en daardoor is ook het dansnummer in gevaar.

## Rolverdeling
| Acteur          | Personage       |
| --------------- | --------------- |
| Claire Trevor   | Julia Carroll   |
| Paul Kelly      | Hap Farrell     |
| Michael Whalen  | Alan Davis      |
| Ruth Donnelly   | Patsy O'Madigan |
| James Burke     | Mike Boyle      |
| Helen Troy      | Sally           |
| Lester Matthews | C.B. Nelson     |
| Ralf Harolde    | Crosby          |
| Gloria Roy      | Dolores         |
| Margaret Dumont | Mevrouw Whitney |
| Billy Bevan     | Curtis          |
| Irene Franklin  | Goldie McGuffy  |